# Coris venusta
Coris venusta är en fiskart som beskrevs av Vaillant och Sauvage, 1875. Coris venusta ingår i släktet Coris och familjen läppfiskar. IUCN kategoriserar arten globalt som livskraftig. Inga underarter finns listade i Catalogue of Life.